# Воєнне сексуальне насильство

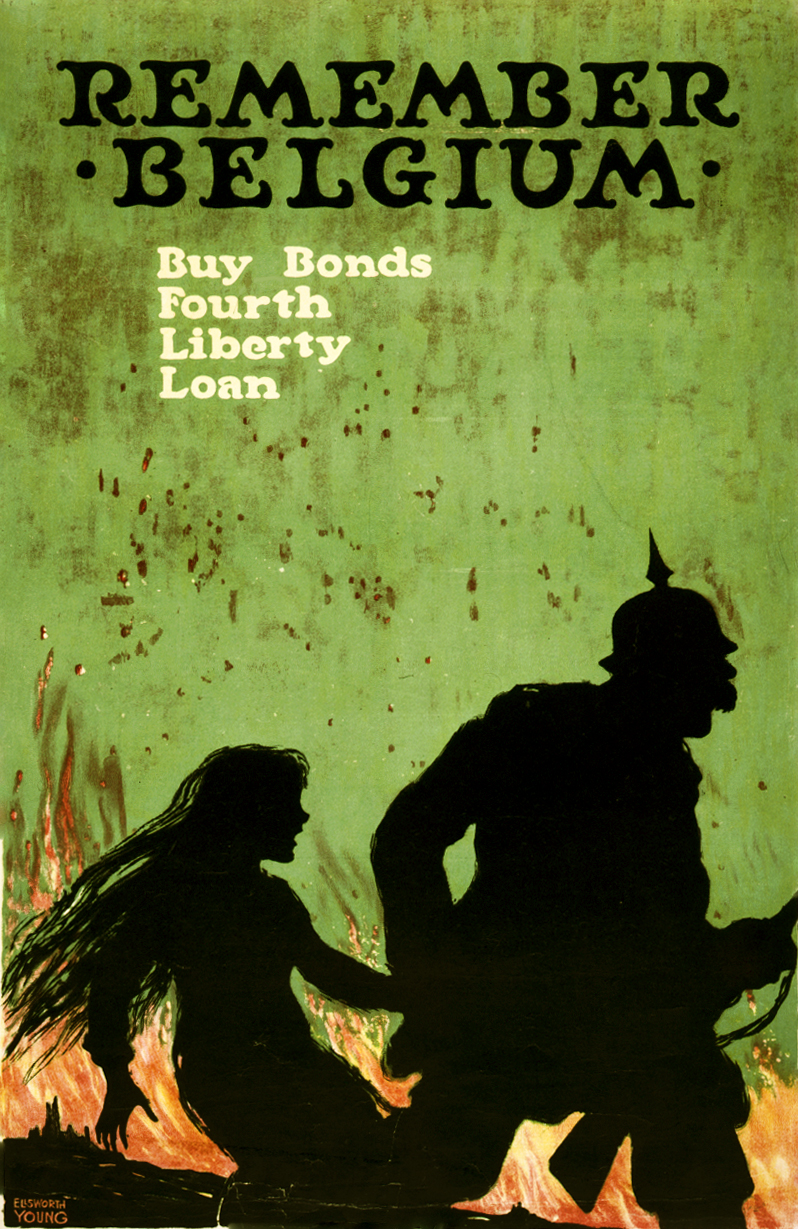
Плакат Першої світової «Пам’ятайте про Бельгію». Союзні нації зображали в пропаганді німецькі звірства, щоб мотивувати громадян до помсти

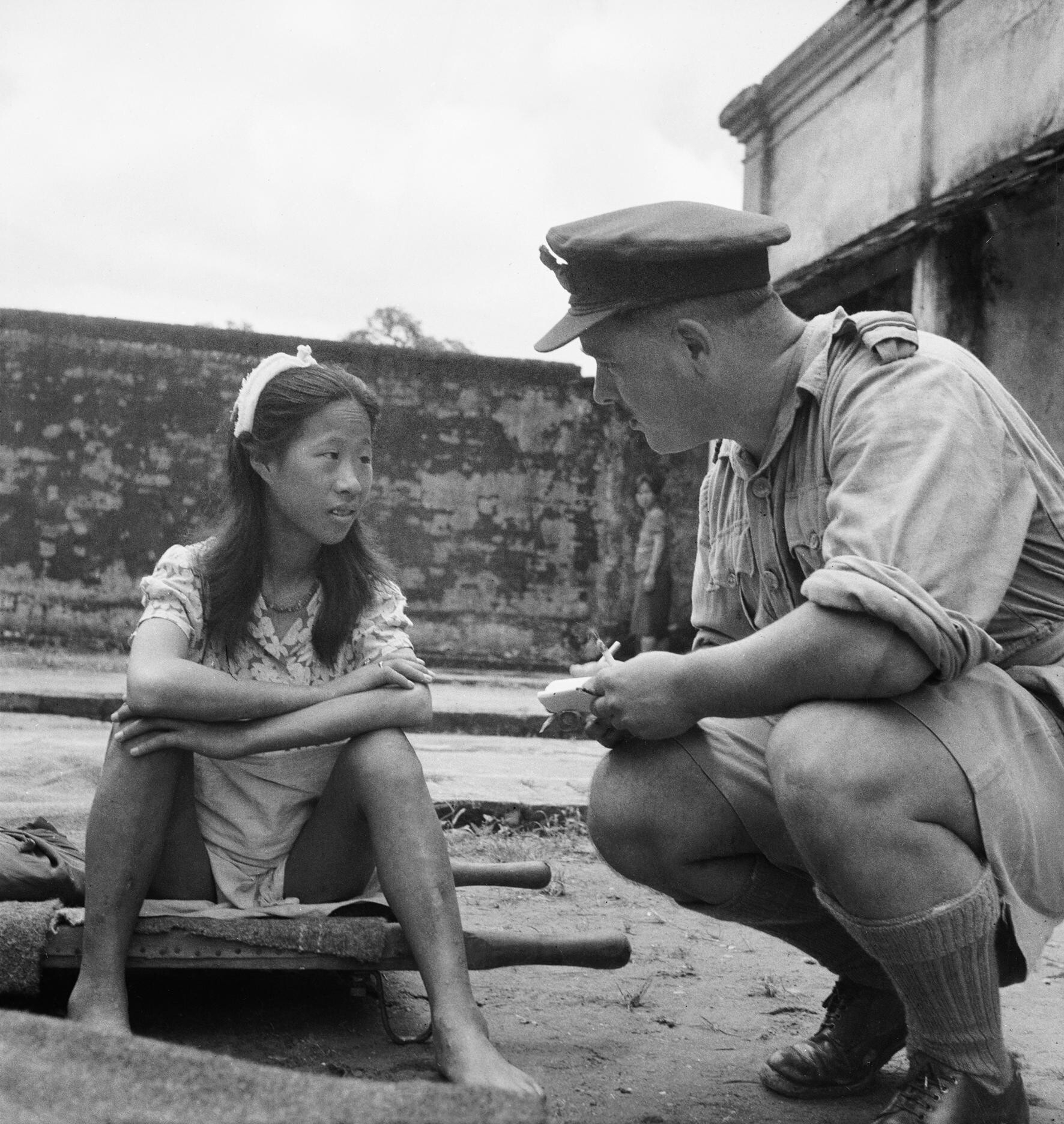
Китайська дівчина з таборів «жінок для втіхи» імперської японської армії, та офіцер армії Союзників. Рангун, М'янма, 8 серпня 1945.

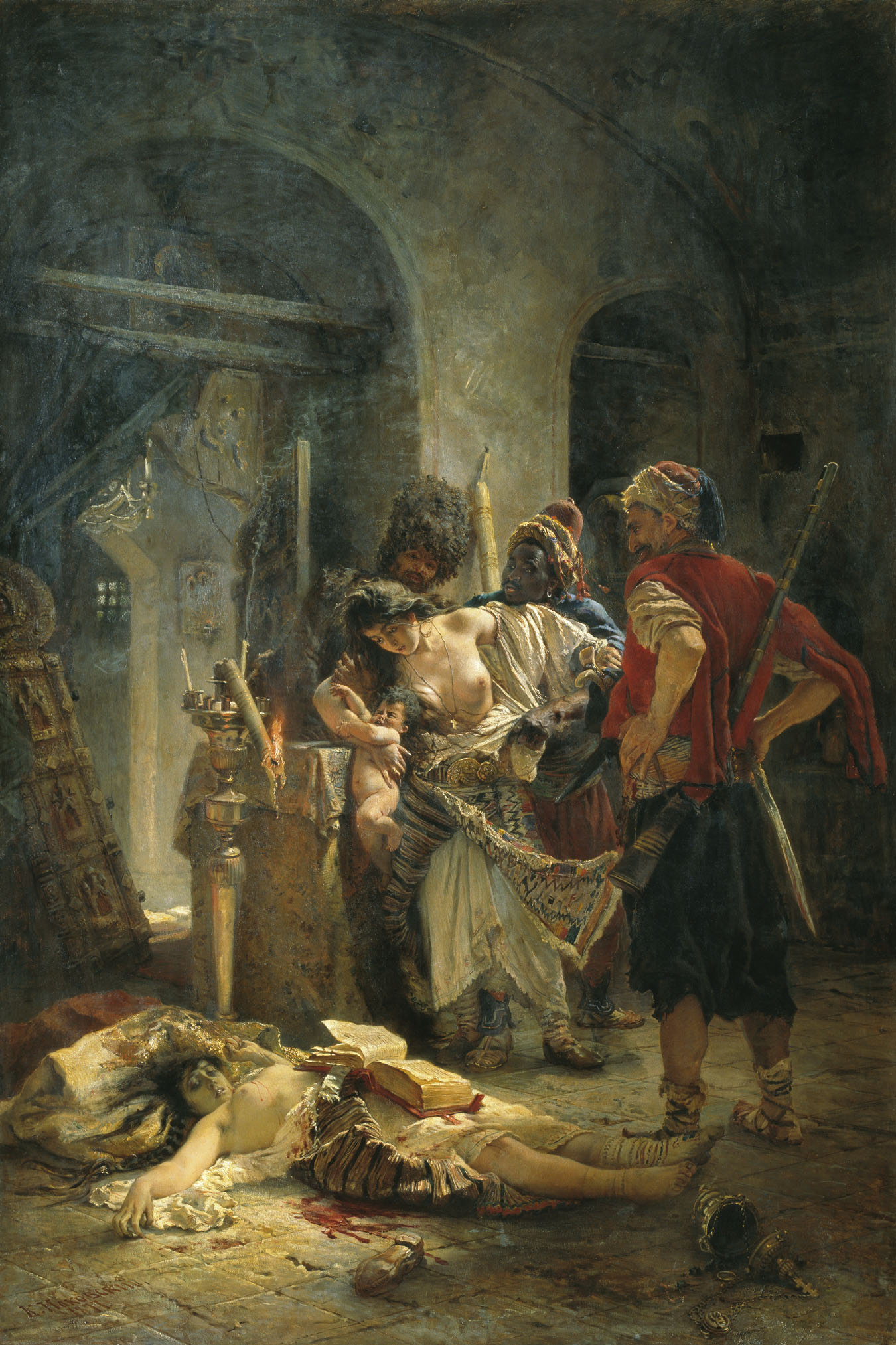
«Болгарські мучениці», К. Маковський, 1877: зґвалтування болгарок башибузуками під час придушення Квітневого повстання (1876) послужило закликом для мобілізації громадської підтримки Російсько-турецької війни (1877—1878) за декларовану ціль — звільнення болгар.

Воєнне сексуальне насильство (англ. Wartime sexual violence) — зґвалтування та інше сексуальне насильство проти цивільного населення, скоєні солдатами, іншими бійцями або цивільними особами під час збройного конфлікту, війни чи військової окупації. Термін також охоплює ситуації, коли окупуюча армія втягує жінок до проституції або сексуального рабства, як у випадку з японськими «жінками для утіх» під час Другої світової війни.
Відрізняється від сексуального насильства загалом та сексуального насилля всередині військ під час служби (між військовослужбовцями-колегами).

## Задокументовані злочини
- Сексуальне насильство під час російсько-української війни (2022).
- Кундуз (2015): афганські таліби брали участь у масових вбивствах і групових зґвалтуваннях афганських цивільних жінок і дітей (за Amnesty International), вбивали та ґвалтували родичок поліцейських та солдатів, а також акушерок, яких звинувачували у наданні заборонених послуг репродуктивного здоров'я жінкам у місті. Див. Жінки при Талібані.
- Геноцид єзидів Ісламською державою (серпень 2014): під час громадянської війни в Іраку 5000-7000[4] єзидок викрадено в сексуальне рабство.
- Геноцид у Руанді (літо 1994): жінок етнічної меншості, народності тутсі, гвалтували та вбивали бойовики народності хуту під проводом тимчасового уряду
- Фочанська етнічна чистка (1992—1994): масові зґвалтування сербами боснійських цивільних під час Боснійської війни.
- Війна в Афганістані (1979 —1989): афганок викрадали та гвалтували радянські війська. У листопаді 1980 р. в різних частинах країни, включаючи Лагман і Каму, радянські солдати і агенти ХАД викрадали молодих жінок з міста Кабул і районів Дарул-Аман і Хаїр-Хана, поблизу радянських гарнізонів, щоб зґвалтувати їх. Захоплених та зґвалтованих жінок, якщо їм і вдавалось вижити, їх власні родини вважали «збезчещеними», і карали «вбивством честі» чи інакше, як зазвичай після згвалтувань в Афганістані.

- Масові зґвалтування німкень військами союзників (1944-1945) на шляху у Третій Рейх[5][6][7][8][9] оцінюється як «найбільший феномен масових зґвалтувань в історії»[10] (наприклад, див. Жінка в Берліні).
- Жінки та дівчата для втіхи (Друга світова війна) — втягнені в сексуальне рабство Імперською армією Японії на окупованих нею територіях: від 45 до понад 400 тисяч жінок пережили організовані військові борделі для японських солдатів та офіцерів[11].
- Викрадення сабінянок (VIII ст. до н. е.) мешканцями новозаснованого Стародавнього Риму, який переважно складався з рабів-утікачів і з якими не хотіли шлюбитись сусідні племена. Злочин широко відображений у світовому мистецтві.